# Yu-3 어뢰
Yu-3 어뢰(Yu-3 torpedo, 중국어 간체자: 中国鱼-3型反潜鱼雷, 정체자: 中國魚-3型反潛魚雷)는 중화인민공화국에서 만든 잠수함용 어뢰이다. 이것은 잠수함에서 표면의 타겟을 향해 발사되도록 설계된 중국제 음향 유도 어뢰이다. 1984년 중국 해군에 실전배치되었다. 1965년 중국-소비에트 분쟁 이후에 만들어진 소비에트 SET-65E과는 외관은 다르지만, 그것의 복사품이라는 설도 있다. 중국 내에서 최초로 생산된 어뢰이다.

## 개발
1960년대 초 중국의 핵잠수함 프로그램이 시작되었을 때, 핵잠수함에 사용된 어뢰의 설계도 같이 진행되었다. 1964년 겨울 705 연구소에 의해 연구팀이 최초로 결성되었고, 음향 유도 ASW 어뢰를 우선 개발하기로 결정하였다. 당시 중국은 전동 추진과 시스템 추진, 두 가지의 추진력 기술을 가지고 있었다. 그러나 전동 추진은 원하는 속도를 낼 수가 없었기에, 증기추진 방식이 채택되었다. 그러나 증기 추진 방식도 또 다른 문제점을 안고 있었다. 두가지 방식의 증기 추진 엔진이 있었는데, 왕복엔진과 증기 터빈 엔진이 바로 그것이었다.

## 제원
- 직경: 533 mm
- 길이: 7.8m
- 무게: 1.34 ton (연습용은 1.2톤)
- 탄두: 205 kg
- 유도: 능동/수동 음향 유도
- 추진: 전동, 실버-징크 배터리
- 사거리: 13 km
- 속도: 35 kt
- 깊이: 400m 까지

## ET32
ET32 어뢰는 중국 철갑상어(중국어 간체자: 中华鲟, 정체자: 中華鱘)-II라는 별칭을 가지고 있으며, China Shipbuilding Co.이 판매하는 Yu-3의 수출용 어뢰이다. 2009년 기준으로, 수출하는 것이 더 이상 알려져 있지 않다. ET32는 Yu-3과 거의 동일하지만, 약간 더 작고, 단지 잠수함에서 밖에 발사할 수 없다.

### 제원
- 직경: 533 mm
- 길이: 6.6m
- 무게: 1.34톤
- 탄두: 190 kg
- 유도: 능동/수동 음향 유도
- 추진: 전동, 실버-징크 배터리
- 사거리: 13 km
- 속도: 35 kt
- 깊이: 350m 까지
- 자이로: 170도